# Música per ballar

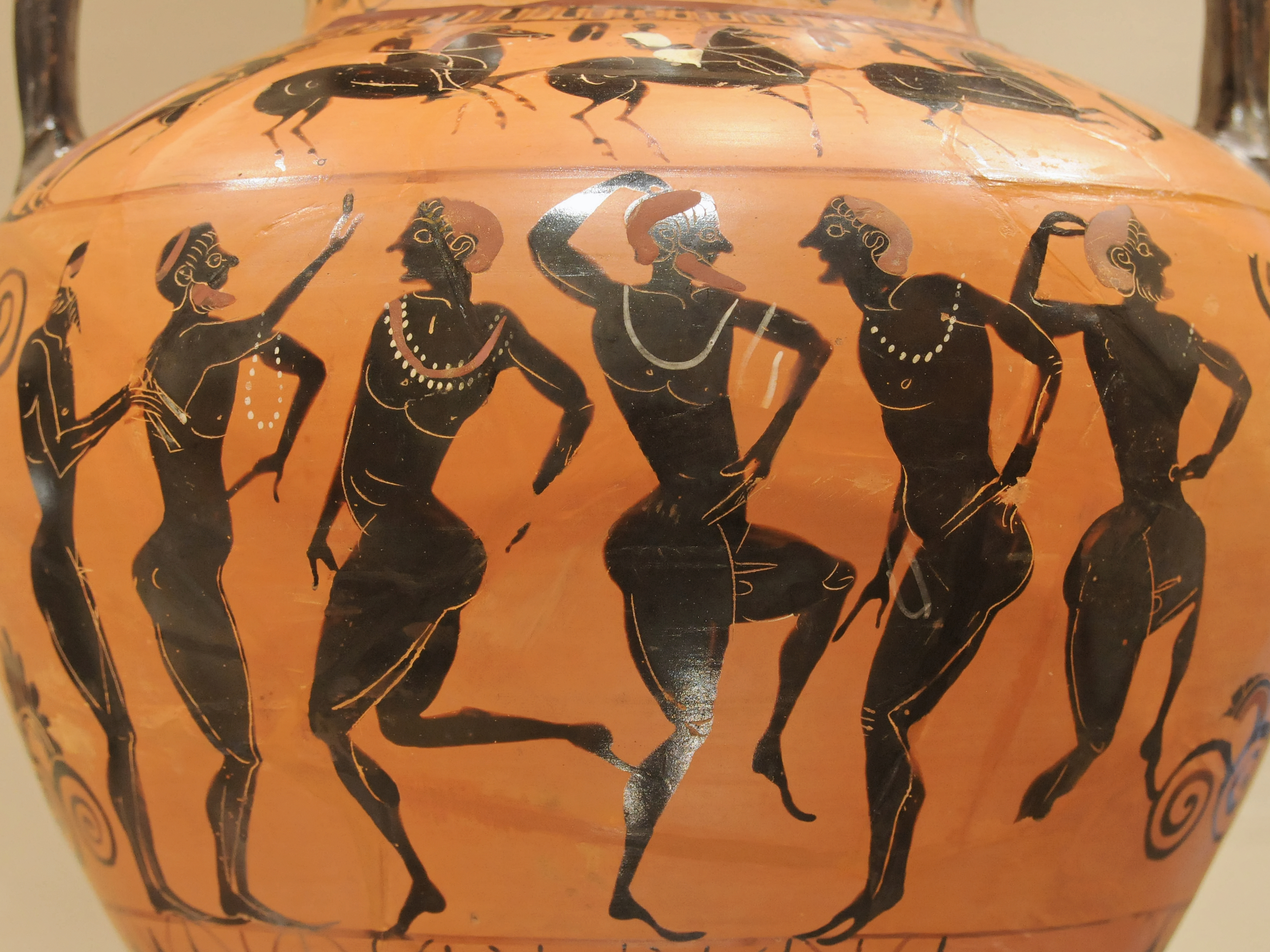
Ballarins amb música de flauta

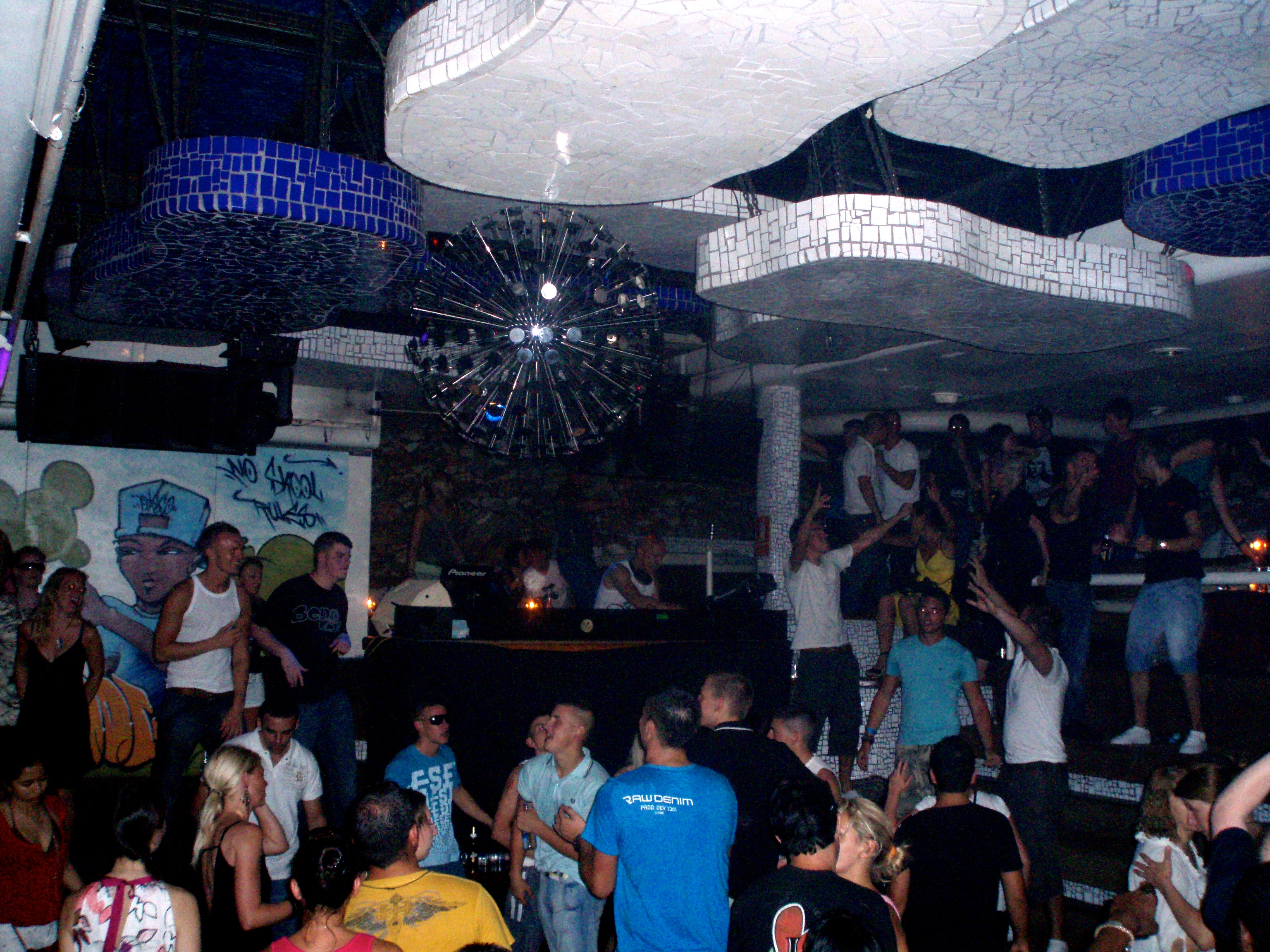
Gent ballant amb la música d'un DJ de club

La música per ballar és música composta específicament per facilitar o acompanyar el ball. Encara que està documentada la combinació de ball i música en temps antics (per exemple, els vasos grecs antics de vegades mostren ballarins acompanyats de músics), la primera música de ball occidental que encara podem reproduir amb un grau de certesa són algunes danses medievals. Els primers d'aquests balls supervivents són gairebé tan antics com la notació musical occidental.

## Elements de la música per ballar
El ball o la dansa es compon de cinc elements: moviment, espai, expressió corporal, estil i ritme. La música té tres elements principals que són la melodia, l'harmonia i el ritme. D'acord amb el tipus i el gènere de ball, s'accentuaran l'ús d'uns o altres elements del ball respecte a la música abastant pràcticament qualsevol gènere musical.

## Estils de ritmes musicals de ball

### Clàssics

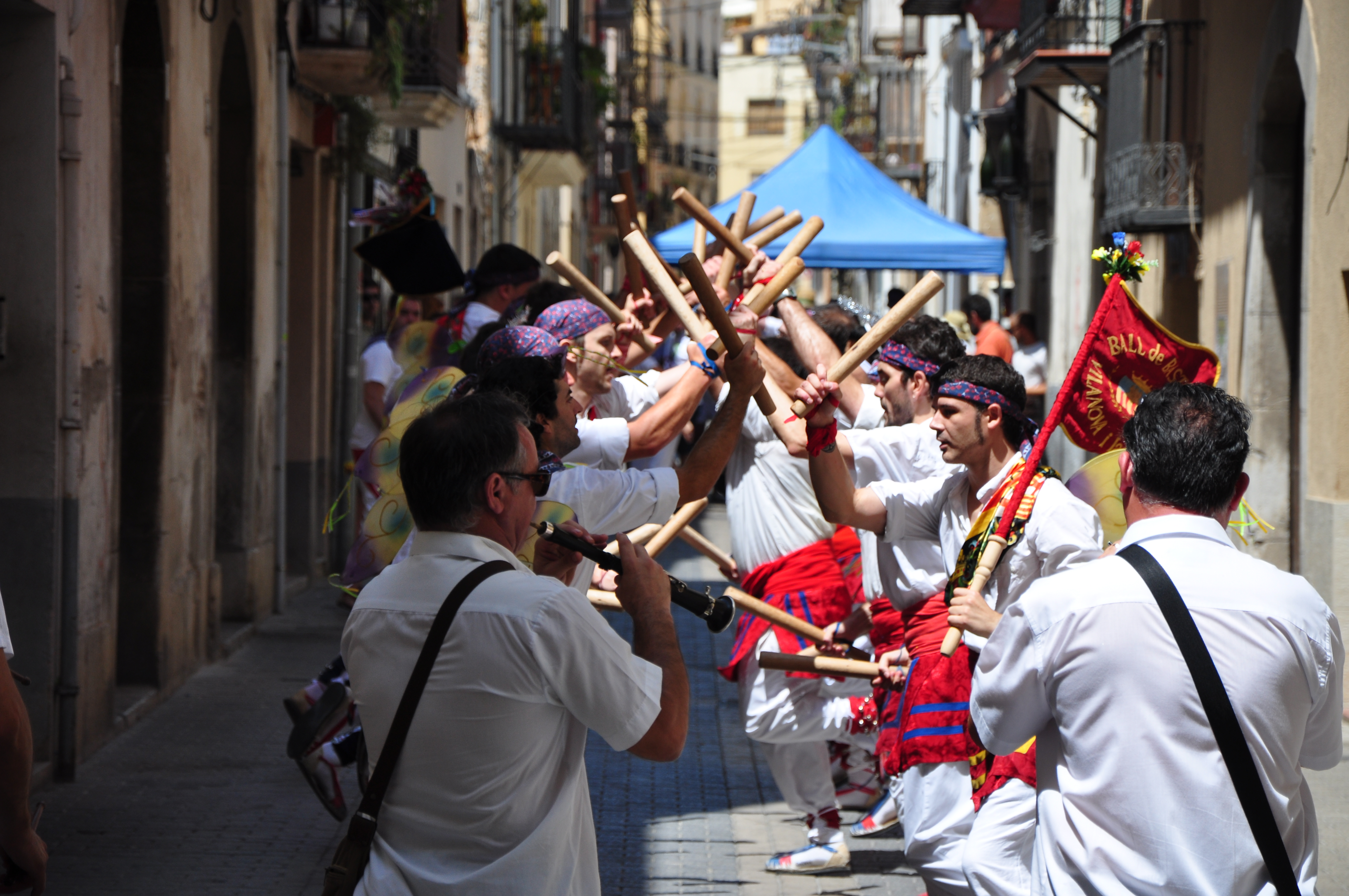
Ball de bastons

- Ballet
- Dansa medieval
- Dansa barroca
- Dansa renaixentista
- Dansa contemporània
- Ballet contemporani

### Folclòrics

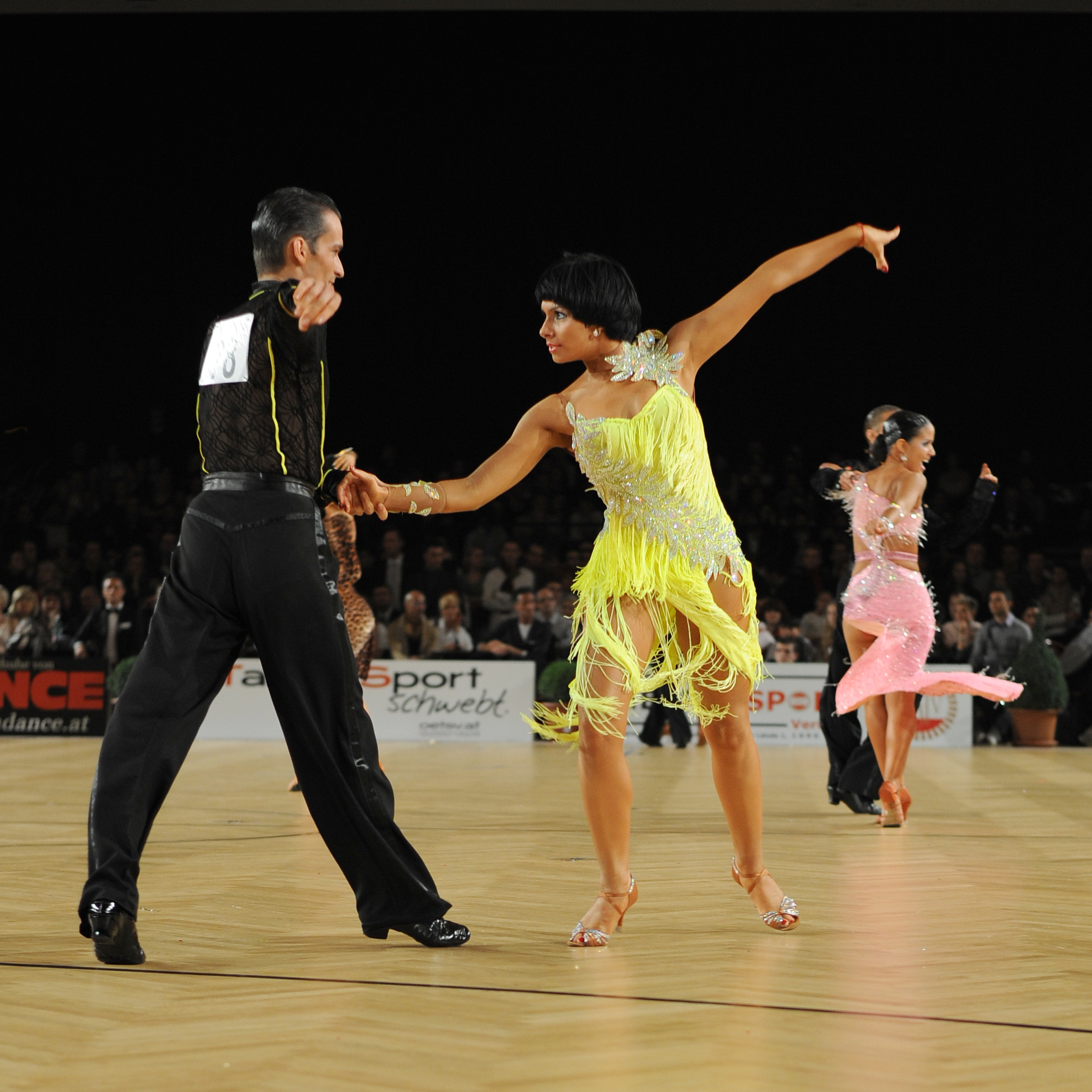
Txa-txa-txa

- Rumba
- Tango
- Xarleston
- Pasdoble
- Fandango
- Tarantel·la
- Dansa de ventre
- Dansa africana
- Lakalaka
- Marinera
- Dansa grega
- Dansa asteca
- Polska
- Flamenc
- Jota
- Cumbia
- Joropo
- Sardana

### Moderns
- Jazz
- Swing
- Soul
- Disco
- Salsa
- Rock and roll
- Twist
- Dance pop
- Txa-txa-txa
- Samba
- Foxtrot
- Funk
- Techno
- House
- Ska
- Reggaeton
- K-pop

## Història de la música de ball

### Antiguitat
Es creu que la dansa s'utilitzava com una forma de comunicació amb la naturalesa. També s'utilitzava per a rituals o esdeveniments importants. Aquests primers balls anaven acompanyats per sons fets amb troncs o canyes.

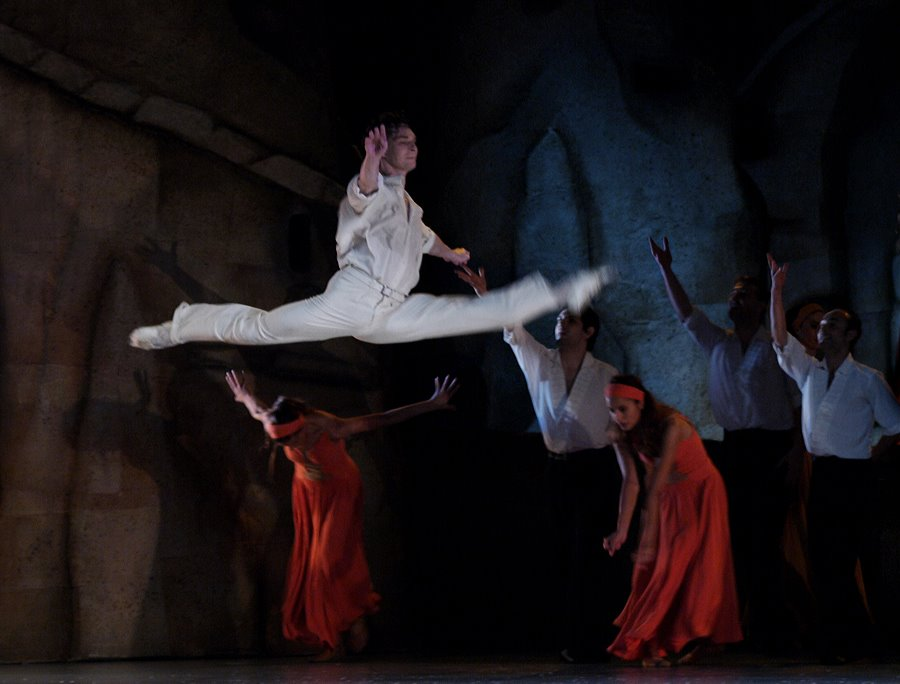
Versió moderna del Zorba

Hi ha constància d'instruments de percussió i corda de fa 5.000 anys. Les primeres civilitzacions, Egipte o Mesopotàmia, ja contaven amb una varietat d'instruments més amplia i sofisticada. Podríem destacar l'arpa o l'oboè. L'expressió musical de la Mesopotàmia és considerada l'origen de la cultura musical occidental.
A l'Antiga Grecia la música es va veure influïda per totes les civilitzacions que l'envoltaven, com la mesopotàmica, etrusca, egípcia o fins i tot les indoeuropees, i van ser d'important influència tant en les músiques com en els instruments. Tot i això a l'Antiga Grècia es reunia sense distinció a la poesia, la música i la dansa com a art unitari.
A l'Imperi Romà s'hi incorpora un element, els ludions. Aquests eren uns actors d'origen etrusc que ballaven al ritme de la tíbia (una mena d'aulós). Els romans imiten aquestes arts i hi afegeixen l'element de la música vocal. Quan Roma va conquerir Grècia ambdues cultures es van fondre, però Roma no va aportar res a la música grega. Habitualment s'utilitzava la música a les grans festes.
La funció principal dels instruments a l'Antiguitat era acompanyar la dansa, el cant i la poesia. Fins al segle v (D.C.), començament de l'Edat Mitjana és molt rar trobar els instruments com a solistes.

### Edat mitjana
A l'Edat Mitjana la música està lligada al poder. És també una música funcional, està pensada per als rituals, quan es troba a l’Església, d’altra banda, està pensada per al divertiment dels nobles, quan es troba a la Cort. El cant Gregorià és la música principal a Europa.
La música de ball Occidental més primerenca que es pot reproduir amb un grau de certesa són els balls medievals estampida, carol, saltarella o trotto al final de la Baixa Edat Mitjana (segles XIII i XIV). En aquesta època el cant i el ball entre la població ja era més habitual.

### Renaixement
Al segle XV es compon música instrumental sense cap altre fi que escoltar-la per primera vegada a la història. La dansa pren una gran importància, sobretot entre les classes altes i, encara que coexisteix amb la dansa menys refinada i més alegre de la societat més pobre, comença a diferenciar-se la dansa de la cort de la pròpiament popular. Gran part de la música instrumental es dedica a aquest gènere i, a més, amb la invenció de la impremta s'editen llibres de coreografies.

### Barroc
La música instrumental, que a l'època anterior va donar el primer aspecte a la música acadèmica, va tenir un auge sense precedents als segles XVII i XVIII; per primera vegada a la història, la música vocal i instrumental estaven en plena igualtat. El terme dansa barroca s'utilitza sovint per referir-se específicament a l'estil francès que es va desenvolupar a la cort francesa durant el segle XVII, que reflecteix el poder dominant de l'època. Les danses barroques que es ballaven als salons europeus seguien sent bàsicament les mateixes que s'havien donat al llarg del Renaixement amb algunes incorporacions menors, però a partir de la meitat del segle xvii sorgeix el minuet, convertit ràpidament en el ball cortesà per excel·lència pels seus moviments sobris i refinats i intercanvis de parella.
Apareix l'òpera que reuneix en una sola forma les diferents arts: poesia, música, teatre, dansa,... i es consolida com una de les formes amb més protagonisme al llarg dels segles posteriors.
A les primeres dècades del segle XVIII, es va crear i perfeccionar el sistema de notació de dansa i aquesta va anar adquirint una reglamentació que donaria lloc al ballet, el qual se separarà posteriorment de l'òpera.

### Classicisme

Vals

La música instrumental d'aquesta època s'orienta cap a melodies equilibrades i una harmonia senzilla de fàcil comprensió. Al principi seguien usant-se les mateixes peces que al Barroc excepte la inclusió de la contradansa fins que la burgesia passa a adquirir un paper important i apareix el vals a l'alta societat, refinant els seus moviments originals de diversos segles enrere de les zones rurals i burgeses. És la revolució més gran de tota la història dels balls ja que l'home abraça la dona per la cintura i ballen tots dos cara a cara, en posició tancada, alguna cosa mai vist entre gent "educada" fins llavors.
A l'Amèrica colonial, la música popular ja des de finals del segle XVIII va començar a mostrar signes de la formació d'un so característic amb una gran influència africana.

### Romanticisme
El vals continua sent el ball principal dels salons de ball, encara que cap a meitat de segle XVIII es posen de moda nous balls com la barcarola, la masurca, la polca, l'escocesa del que deriva xotis, balada, la polonesa, el cancan i la quadrilla (una variant de la contradansa).
A Cuba apareixen l'havanera, el bolero i, més avançat el segle, el danso.
D'altra banda, es fan composicions especials per a ballet amb música lleugera, rítmicament clara i amb una varietat gairebé il·limitada de melodies contingudes a les seves partitures, inclosos els valsos i sovint s'utilitza el Leitmotiv.
El canvi dels costums i del gust a finals del segle xix van donar pas a la nova concepció de música de ball més d'acord amb el concepte actual.

### Contemporània

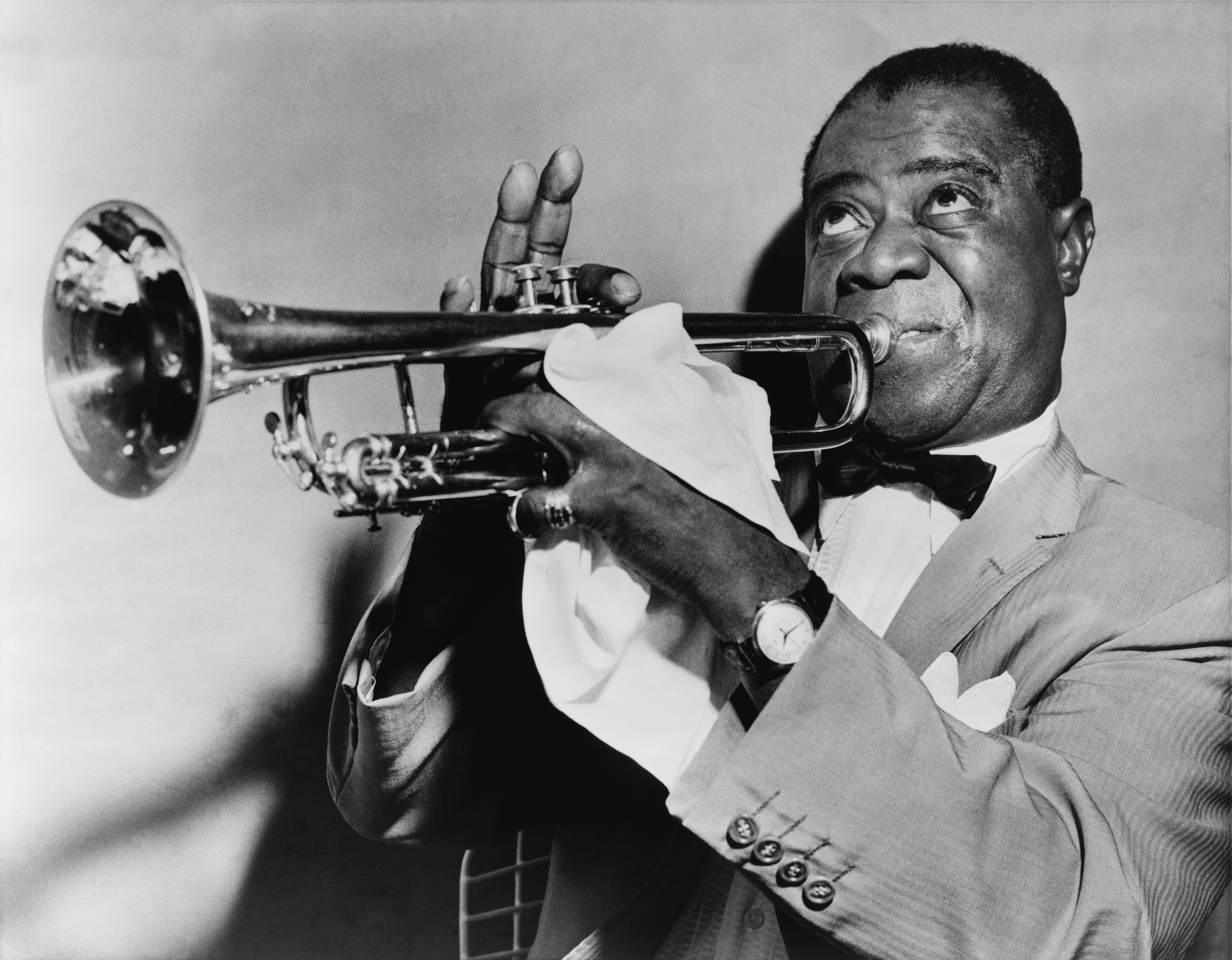
Louis Armstrong

A finals del segle XIX apareix a França l'Impressionisme musical que és constantment canviant i impredictible, creada a partir d'un motiu musical senzill i repetitiu al començament, que va variant al llarg de tota l'obra, i encara que no es percebi a simple vista, és present en totes i cadascuna de les frases d'aquesta.
La música modernista va donar continuïtat a aquesta línia i té com a principi la ruptura amb la tradició i la permanent innovació. Per això està estretament lligada a l'avantguardisme. La dansa expressionista va suposar una ruptura amb el ballet clàssic, buscant noves formes d'expressió basades en la llibertat del gest corporal, alliberat dels lligams de la mètrica i el ritme, on té més rellevància l'autoexpressió corporal i la relació amb l'espai.
La dansa contemporània o dansa moderna busca expressar, a través del ballarí, una idea, un sentiment, una emoció, igual que el ballet clàssic, però barrejant moviments corporals propis del segle XX i XXI amb músiques populars modernes com jazz, hip hop o ritmes llatins.

### Balls de saló
Els balls en parella van continuar evolucionant a braços entrellaçats i mirades cara a cara, seguint la línia iniciada amb el Vals un segle enrere, que va continuar ballant-se fins als inicis del segle xx.
La música de ball moderna neix d'una evolució artística iniciada a Amèrica a finals del segle XIX principalment als Estats Units, en començar a integrar-se els ritmes de la música africana dels antics esclaus de raça negra amb les marxes de les bandes musicals. Aquesta fusió va donar lloc al blues urbà (derivat del blues primitiu que era cantat al rural), el ragtime que va derivar al jazz i el Two step, amb passos ràpids i salts, basat en la música negra americana que va evolucionar al Foxtrot.
Al començament del segle XX el ball de saló va guanyar molta popularitat entre la classe treballadora com a resultat del desenvolupament de la Revolució Industrial. En el seu origen aquests balls eren merament lúdics i populars i la seva repercussió social va ser de tal magnitud que va donar lloc a la creació de sales específiques que dotades d'una orquestra i un paviment adequat per la ball. La invenció del primer fonògraf i de la ràdio després permeten una difusió sense precedents d'aquests nous gèneres musicals oferint ara a una música popular fundada més sobre la pràctica que sobre l'escriptura permetent ser transmesa i heretada en comptes de ser oblidada.
El 1917 s'enregistra el primer tema de Samba i després de la Primera Guerra Mundial apareix el Xarleston, una variant del Foxtrot de gran èxit als anys 1920. Per la seva banda, el jazz continua desenvolupant-se durant les primeres dècades del segle xx, arribant a ser una música de gran consum als anys 20, 30 i 40 en diversos formats.
Els anys 1930 van ser l'època del Swing, normalment executat per una Big band, que revalora el blues i inclou influències europees i del music hall. En aquests anys apareix el cinema sonor i contribueix enormement a la internacionalització de gèneres ja existents en incloure-les a la banda sonora de les pel·lícules com el Quickstep i el claqué, originat a partir de la fusió de les danses d'esclops d'Irlanda , el nord d'Anglaterra i Escòcia, combinat amb els balls practicats pels afroamericans
En arribar els anys 1940 el swing havia evolucionat al Jive, el Bebop i el Bugui-bugui. També van començar a ser coneguts més internacionalment gràcies al cinema els ritmes llatins preexistents com la Rumba, el Merengue, la Cúmbia, la Bachata i el Mambo, apareixent també en aquesta dècada el Txa-txa-txa a partir del danso. Aquest mateix any s'introdueix el R&B. Va ser el predecessor del rock and roll i, alhora, el successor del rockabilly (en barrejar-se amb corrents diversos del country). Té fortes influències del jazz i el jump, a més de la música gospel, i compassos africans.

### Rock i Pop
A la segona meitat del segle la música de ball de saló entra en decadència, i encara que segueix gaudint de popularitat, va cedint terreny sobretot entre la gent jove, davant l'avenç del rock i del pop.
Als anys 1950 va aparèixer el rock & roll i poc després el seu subgènere, el Rockabilly. Aquesta nova música era una síntesi de blues, rhythm and blues, gospel i country, i va suposar un revulsiu en la història de la música moderna amb lletres que parlaven de temes d'interès més juvenil.
Com una derivació del rock and roll i en combinació amb altres gèneres musicals que estaven de moda en aquell moment apareix el Pop, que anirà prenent prestat elements d'altres estils en el futur mantenint l'estructura de cançó de curta a mitja durada , escrites en un format bàsic.
Als anys 1960 sorgeix el Twist, com una nova variant del Rock & Roll, que a part de la seva torçada de malucs i tors, va ser un dels primers balls sense necessitat de comptar amb parella. Mentrestant, a Anglaterra va sorgir el Beat, i amb aquest, una onada de grups britànics que havien rebut la influència del rock and roll donant lloc al Pop i al Rock, com a terme ampli, que agrupa una gran varietat de gèneres musicals: rhythm and blues, country, blues i folk, i influències del jazz, música clàssica i altres fonts. Va ser el començament de la "era daurada" o Rock clàssic, sorgint diferents subgèneres distintius del gènere com el Blues rock, Folk rock, Country rock, Jazz rock, rock psicodèlic i Hard rock.
A Centreamèrica, l'Ska evoluciona al rocksteady i finalitzant la dècada el Reggae i el Dub. La Salsa apareix des de finals dels anys 1960 per definir un gènere musical hispà. També en aquesta dècada apareixen les discoteques a Alemanya i els soldats nord-americans emplaçats a Alemanya Occidental van portar al seu país el format en finalitzar la dècada.
Als anys 1970 apareix, a partir del Garatge rock i del Glam rock, el Punk, un tipus de rock senzill, amb melodies agressives de durades curtes, sons de guitarres amplificats, sorollosos i distorsionats i, en general, de compassos i temps ràpids.
El Reggae adquireix reconeixement internacional i apareix la Lambada que va adquirir fama mundial una dècada després.

### Música electrònica
La incorporació dels sons sintetitzats i la popularitat del videoclip van marcar l'evolució de la música de ball dels 80, destacant la cerca de sons alternatius. Algunes petites discogràfiques independents graven, gràcies a l'abaratiment de costos i dels avenços tecnològics, gèneres musicals locals que les grans multinacionals ignoren. A les discoteques, la música disc va deixar pas de mica en mica a la música electrònica de ball. A principis dels anys 90 la gran indústria discogràfica comença a prestar atenció a aquests gèneres que comencen a tenir cada cop més popularitat. D'aquest nou tipus de música en surten gèneres com el House, el Techno o el Garage. Als anys 90 agafa protagonisme la música rave després de l'auge inicial de la música house. D'aquest gènere continuen sortint estils com el House progressiu, French House, Funky House o l'UK Garage. Altres gèneres nous com el Drum and bass o el Glitch també guanyen popularitat.
A la primera dècada del segle XXI hi ha un constant avanç en la tecnologia electrònica que afavoreix el desenvolupament de la música electrònica. Apareixen nous estils com l'Electro House i nous ritmes llatins entre els quals destaca el Reggaeton. A finals de la primera dècada apareix el Dubstep, considerat com la culminació d'un llinatge d'estils.
Al 2010, gràcies als avenços en la tecnologia de microprocessadors, es fa possible crear música de gran qualitat utilitzant poc més que un sol ordinador. Aquests avenços han democratitzat la creació musical portant a un increment massiu en la producció musical casolana disponible per al públic a internet. Això va permetre una accessibilitat molt gran per als productors per a barrejar diferents estils amb noves tecnologies creant el Big room house, el Tropical House o el Future House